# 베르트 판 마르베이크
람베르튀스 "베르트" 판 마르베이크(네덜란드어: Lambertus "Bert" van Marwijk, OON, 1952년 5월 19일 ~ )는 네덜란드의 전 축구 선수, 현 축구 감독이다.
고 어헤드 이글스, AZ 알크마르, MVV 마스트리흐트, 포르튀나 시타르트와 같은 저명도가 있는 클럽에서도 뛰었고, 네덜란드 축구 국가대표팀도 1경기를 출전한 기록이 있다. 1982년부터 감독직을 겸임하기 시작하였으며, 1988년부터는 선수 생활을 끝내고, 감독 생활을 시작하였다.
2002년에는 페예노르트의 UEFA컵 우승을 이끌었다. 2008년 8월부터는 네덜란드 축구 국가대표팀 감독을 맡아 2010년 FIFA 월드컵에서 준우승을 이끌며 일약 명장으로 떠올랐다. 그러나 2년 뒤 UEFA 유로 2012에서 3전 전패로 조별 예선 탈락의 책임을 지고 사퇴해야 했다.
2014년 8월 대한민국 축구 국가대표팀 영입 1순위로 지목했지만, 여러 가지 조건에서 맞지 않아 결국 협상이 결렬됐다. 2015년 8월 26일 사우디아라비아 축구 국가대표팀의 감독을 맡았다. 계약 기간은 1년이다.
사우디 아라비아 감독을 맡으면서 2018년 러시아 월드컵 최종 예선에서 B조 2위로 2006년 이후 12년만의 월드컵 진출을 이끌었다. 하지만 계약기간이 최종 예선을 끝으로 만료되었고, 재계약이 끝내 결렬되면서 감독직에서 물러났다.
마르크 판 보멀의 장인이기도 하다.

## 경력

#### 페예노르트 로테르담
- UEFA컵 : 2001-02
- KNVB컵 : 2007-08

#### 네덜란드
- FIFA 월드컵 준우승 : 2010

### 개인
- 오라녜 나사우 훈장 (Knight) : 2010
- 리누스 미헬스 어워드 공로상 : 2022
- Klaverjas 월드 챔피언 : 1975